# Betty Almlöf

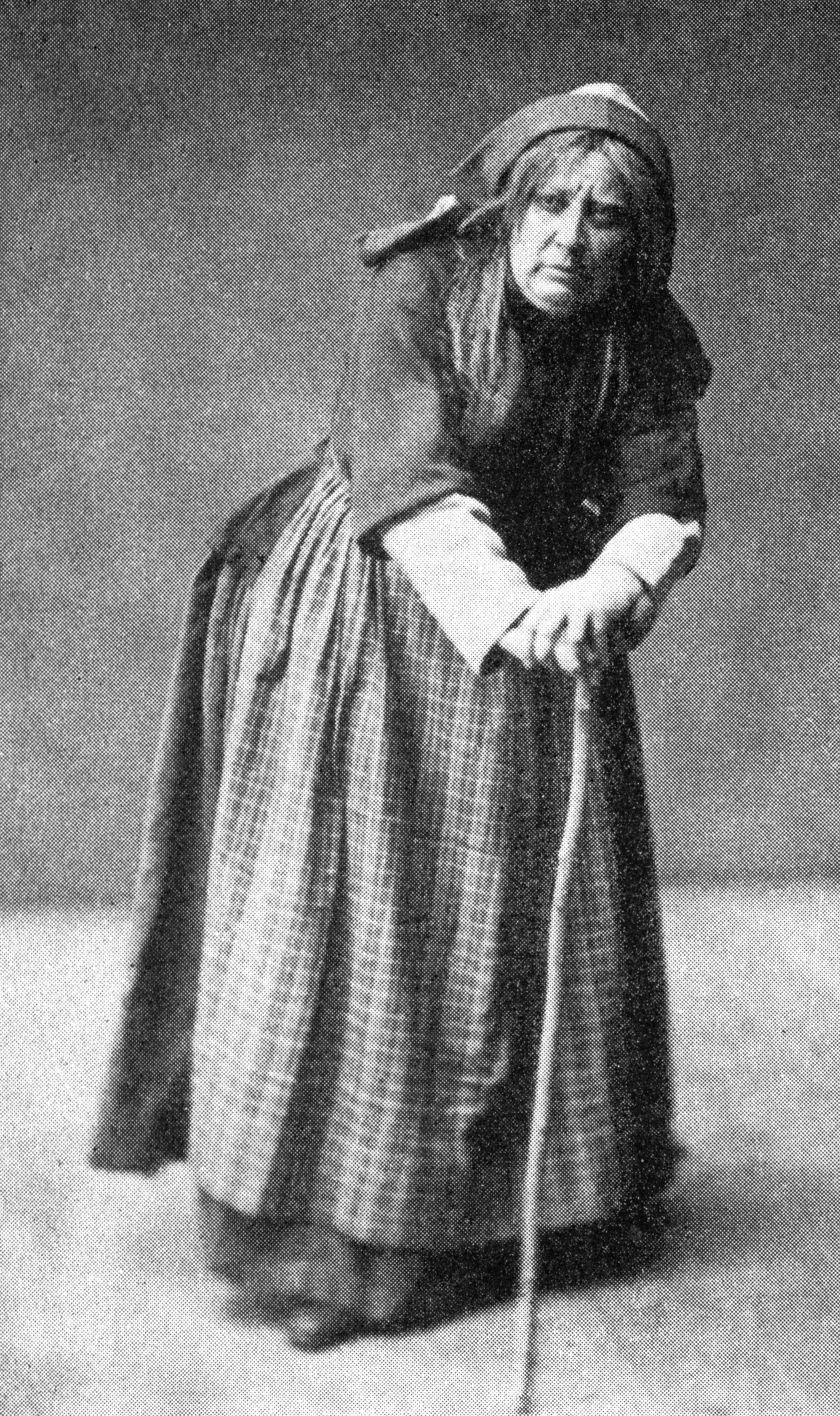
Som Fadette i Syrsan.

Hedvig Kristina Elisabeth (Betty) Almlöf, född Deland 14 november 1831 i Örebro, död 1 april 1882 i Stockholm, var en svensk skådespelare. Hon var dotter till skådespelarna Pierre Deland och Charlotta Deland, samt från 1857 gift med Knut Almlöf.

## Biografi
Betty Deland började som barnskådespelare och uppträdde på Dramaten i en pojkroll vid fem års ålder 1836. Hon debuterade som vuxenskådespelare efter dans och teaterstudier i Uppsala 1847 och spelade sedan både på Djurgårdsteatern och i sin fars teatersällskap i både Sverige och Finland, där hon tillhörde de första som uppträdde på Finlands nationalscen på Svenska Teatern i Helsingfors säsongen 1860–1861, fram till 1861, då hon anställdes vid Mindre teatern, och sedan, då denna teater övertogs av Dramaten, på Dramaten, där hon spelade till 1882, som premiäraktris från 1866. Under åren 1874–1877 var hon tillsammans med maken rektor och instruktör vid Dramatens elevskola.
Betty Almlöf var karaktärsskådespelare och berömdes för sin uttrycksfullhet, nyansrika röstbehandling, karaktärsanalys och naturlighet, men bland hennes mest kända roller finns mest flickroller och komedier.
Bland Betty Almlöfs roller fanns Madame de Maintenon i Ludvig den fjortonde och markisinnan Maintenon, Fru Serpentier i Den gifta mannen i staden och på landet, Emilia i Othello, Änkedrottningen i Carl den elfte, Belise i Lärdt folk i stubb, Fru Dupuis i Ett hem, Fadette i Syrsan, Dorine i Tartuffe, Hertiginnan av Marlborough i Ett glas vatten, Frosine i Den girige, Madam Rundholmen i De ungas förbund och Hertiginnan i Sällskap där man har tråkigt. 
Vid Delands bortgång i april 1882 anlades åtta dagars sorg vid kungliga dramatiska teatern. Hon är begravd på Norra begravningsplatsen utanför Stockholm.

## Teater

### Roller (ej komplett)
| År   | Roll                             | Produktion                                                           | Regi | Teater                      |
| ---- | -------------------------------- | -------------------------------------------------------------------- | ---- | --------------------------- |
| 1868 | Hedvig Eleonora                  | Lejonet vaknar Frans Hedberg                                         |      | Kungliga Dramatiska Teatern |
| 1871 | Överstinnan                      | Carinas ljus Edvard Bäckström                                        |      | Kungliga Dramatiska Teatern |
| 1871 | Fru Wang                         | De skenhelige J. Wibe                                                |      | Kungliga Dramatiska Teatern |
| 1875 | Fröken Malin                     | Dagsländorna Frans Hedberg                                           |      | Kungliga Dramatiska Teatern |
| 1876 | Herminie Hélier                  | Lejon och rävar Émile Augier                                         |      | Kungliga Dramatiska Teatern |
| 1876 | Grevinnan Virginie von Hohenfels | Wanda Isidor Lundström                                               |      | Kungliga Dramatiska Teatern |
| 1876 | Anita                            | Debutanten och hennes far Jean-François Bayard och Emmanuel Théaulon |      | Kungliga Dramatiska Teatern |
| 1876 | Fru Chameroy                     | Gräshoppan hos myrorna Ernest Legouvé och Eugène Labiche             |      | Kungliga Dramatiska Teatern |
| 1876 | Fru Gliring                      | Svart i röd Oscar Wijkander                                          |      | Kungliga Dramatiska Teatern |

## Galleri

Betty Almlöf, porträtt - SMV - H1 029
Betty Almlöf, porträtt - SMV - H1 031
Betty Almlöf, porträtt - SMV - H1 035

### Fotnoter
1. ↑  Dagens Nyheter 3 april 1882 sid.2
2. ↑  SvenskaGravar
3. ↑  ”Teaterannons”. Aftonbladet:  s. 1. 30 november 1868. http://tidningar.kb.se/4112678/1868-11-30/edition/0/part/1/page/1. Läst 1 september 2016.
4. 1 2  ”Teaterannons”. Dagens Nyheter:  s. 3. 24 april 1871. http://arkivet.dn.se/arkivet/tidning/1871-04-24/1928/3. Läst 6 augusti 2015.
5. ↑  ”Stockholmsnyheter”. Dagens Nyheter:  s. 2. 13 maj 1875. http://arkivet.dn.se/arkivet/tidning/1875-05-13/3156/2. Läst 30 juli 2015.
6. ↑  ”Teaterannons”. Dagens Nyheter:  s. 3. 13 januari 1876. http://arkivet.dn.se/arkivet/tidning/1876-01-13/3361/3. Läst 9 augusti 2015.
7. ↑  ”Teaterannons”. Dagens Nyheter:  s. 3. 16 februari 1876. http://arkivet.dn.se/arkivet/tidning/1876-02-16/3390/3. Läst 10 augusti 2015.
8. ↑  ”Teater och musik”. Dagens Nyheter:  s. 1. 5 september 1876. http://arkivet.dn.se/arkivet/tidning/1876-09-05/3557/1. Läst 15 augusti 2015.
9. ↑  ”Teaterannons”. Dagens Nyheter:  s. 3. 6 oktober 1876. http://arkivet.dn.se/arkivet/tidning/1876-10-06/3584/3. Läst 16 augusti 2015.
10. ↑  ”Teaterannons”. Dagens Nyheter:  s. 3. 8 november 1876. http://arkivet.dn.se/arkivet/tidning/1876-11-08/3612/3. Läst 17 augusti 2015.